# أوغستين كيلر (ضابط)
أوغستين كيلر (و. 1754 – 1799 م) هو ضابط سويسري، ولد في سولوتورن، ويحمل رتبة عسكرية فريق أول، توفي عن عمر يناهز 45 عاماً.